# Fimcap
La Fédération Internationale des Mouvements Catholiques d'Action Paroissale (FIMCAP) è un'organizzazione internazionale di associazioni giovanili cattoliche. Nelle federazioni Fimcap 35 membri in 33 paesi di Europa, Africa, Asia e Sud America si uniscono in tutto il mondo.

## Storia
Nel 1959 le associazioni giovanili cattoliche francesi, belghe e olandesi hanno lavorato per la prima volta a Lucerna al progetto di un'associazione internazionale. La prima conferenza dei delegati si è svolta in Germania nel 1960 nel contesto del Congresso Eucaristico Mondiale di Monaco di Baviera.

## Associazioni membri
Associazioni membri in Europa
| Cognome                                                                     | nazione                       | Numero di membri |
| --------------------------------------------------------------------------- | ----------------------------- | ---------------- |
| Katholische junge Gemeinde (KjG)                                            | Germania                      | 80.000           |
| Jungwacht Blauring (Jubla)                                                  | Svizzera                      | 31.000           |
| Katholische Jungschar Österreich (KJSÖ)                                     | Austria                       | 112.000          |
| Zghazagh Azzjoni Kattolika (ZAK)                                            | Malta                         | 900              |
| Forum Degli Oratori Italiani (FOI)                                          | Italia                        | 1.000.000        |
| Frivilligt Drenge- og Pige-Forbund (FDF)                                    | Danimarca, Schleswig-Holstein | 24.000           |
| Chirojeugd Vlaanderen                                                       | Belgio                        | > 100.000        |
| eRko                                                                        | Slovacchia                    | 8.900            |
| La FACEL - Fédération des Associations Culturelles Educatives et de Loisirs | Francia                       |                  |
| Jong Nederland                                                              | Paesi Bassi                   | 10.000           |
| Coordinació Catalana de Colònies, Casals i Clubs d'Esplai (CCCCCE)          | Catalogna                     | 30.000           |
| Ateitis                                                                     | Lituania                      | 3.000            |
| Asociația Grupurilor Locale de Tineret (AGLT)                               | Romania                       |                  |
| Katolikus Ifjúsági Mozgalom (KIM)                                           | Ungheria                      |                  |

Associazioni membro in Asia
| Cognome                               | nazione       | Numero di membri |
| ------------------------------------- | ------------- | ---------------- |
| Chiro Youth Movement Filippine        | Filippine     |                  |
| Indian Catholic Youth Movement (ICYM) | India         |                  |
| Kithu Dana Pubuduwa                   | Sri Lanka     |                  |
| Hatsal Youth Ministry Institute       | Corea del Sud |                  |

Associazioni membro in America Latina
| Cognome                                 | nazione  | Numero di membri |
| --------------------------------------- | -------- | ---------------- |
| Juventud Parroquial cileno              | Cile     |                  |
| Kiwo D'Haiti                            | Haiti    |                  |
| Niños Perseverantes Paraguayos Católico | Paraguay |                  |

Associazioni membro in Africa
| Name                                     | Land                           | Mitgliederzahl |
| ---------------------------------------- | ------------------------------ | -------------- |
| Chiro Burundi                            | Burundi                        |                |
| Catholic Youth Organization Ghana        | Ghana                          |                |
| Catholic Youth Organization Nigeria      | Nigeria                        |                |
| Catholic Youth Organization Sierra Leone | Sierra Leone                   |                |
| Kiro Kongo                               | RD del Congo                   |                |
| Xaveri Burundi                           | Burundi                        |                |
| Xaveri Kongo                             | RD del Congo                   |                |
| Xaveri Ruanda                            | Ruanda                         |                |
| Xaveri Südafrika                         | Sudafrica                      |                |
| Chiro Südafrika                          | Sudafrica / Lesotho / Botswana |                |
| Xaveri Uganda                            | Uganda                         |                |